# Zacarías Metola

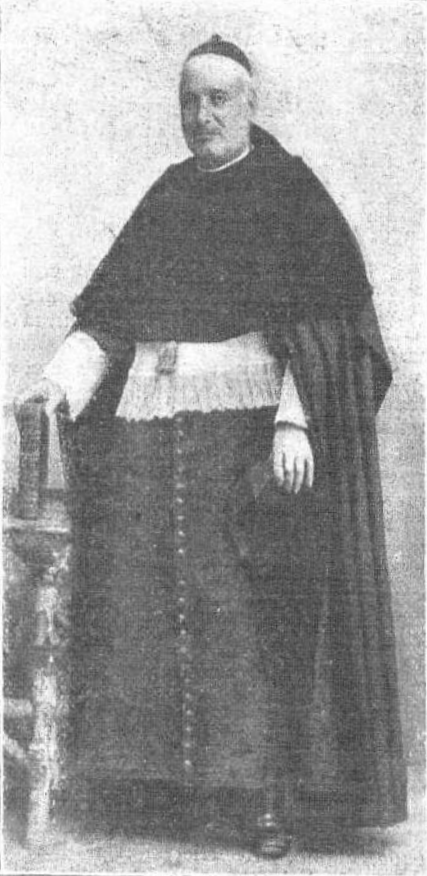
Zacarías Metola y Cuende

Zacarías Metola y Cuende (Corporales, ca. 1840 - Burgos, 27 de marzo de 1898) fue un teólogo español.

## Biografía
Nació en Corporales (La Rioja), hijo de Matías Metola y María Cuende. Terminado el estudio de latinidad y humanidades en 1852, estudió Filosofía en el seminario de Logroño, vinculado a la Universidad de Zaragoza, y en el seminario de Santo Domingo de la Calzada. Entre 1856 y 1862 cursó y probó en Logroño seis años de Sagrada Teología, con la calificación de Meritissimus en todos. En 1863 recibió el grado de Licenciado en el Seminario Central de Toledo, siéndole aprobados sus ejercicios Nemine discrepante. Fue ordenado sacerdote en 1864. Se doctoró en Sagrada Teología en junio de 1866 y en diciembre del mismo año fue nombrado catedrático de Teología del Seminario de Santo Domingo de la Calzada, además de coadjutor de la catedral.
En la sección del Seminario de Baeza (Jaén) desempeñó el cargo de catedrático de Teología dogmática e Historia eclesiástica por espacio de dos años, ejerciendo al mismo tiempo el cargo de vicerrector de la misma sección, donde cursó el séptimo año de Sagrada Teología con la nota de Meritissimus, y en el curso de 1867 a 1868 regentó la cátedra de Teología e Historia eclesiástica en el Seminario de Logroño.
En septiembre de 1868 fue nombrado catedrático de Sagrada Teología y Moral y vicerrector del Seminario de Santo Domingo de la Calzada, desempeñando ambos cargos hasta 1871, en que tomó posesión, mediante oposición, de la canonjía magistral de la catedral de Calahorra.
Fundó y dirigió organizaciones piadosas, asistió a las Escuelas Dominicas y fue director de las Asociaciones de Hijas de María, de San Luis Gonzaga y Vela continua.
En 1880 fue nombrado, previa oposición, canónigo lectoral de la iglesia metropolitana de Burgos. Por espacio dieciocho años desempeñó, además de las obligaciones propias de los canónigos, la cátedra de Hermenéutica y Oratoria Sagrada del seminario burgalés. En septiembre de 1898 fue agregado al Colegio de Doctores de aquella universidad eclesiástica, perteneciendo a los tribunales para conferir grados en Sagrada Teología y Derecho Canónico.
En 1887 colaboró junto con los sacerdotes Ramón de Ezenarro, Francisco Mateos Gago, Andrés Posa, Ramón Buldú y Félix Sardá y Salvany en la revista decenal Dogma y Razón, en la que resumió en estas palabras la línea de conducta político-teológica del integrismo español: 

Donde quiera que la verdad sea manifiesta, es absolutamente exclusiva de su contrario que es el error. En todos los órdenes de la vida humana, en todas las ciencias, en la misma naturaleza, encontramos la intolerancia como una ley necesaria a la conservación del orden y de la armonía.

Fue asimismo colaborador del diario madrileño El Siglo Futuro, órgano del partido integrista, en el que el 25 de enero de 1897 publicó una diatriba contra el Ateneo de Madrid, en el que dijo que reinaba «el libertinaje más desenfrenado del pensamiento y de la palabra» y a cuyos oradores calificó de racionalistas, panteístas, regalistas, blasfemos y anticatólicos, lo que provocó una fuerte reacción de los periódicos liberales, especialmente La Época.

## Obras
- Colección de sermones, homilías y panegíricos (1886)
- La Reina de las flores. Colección de sermones para el mes de mayo (1896)